# Giuseppe Brescia (filosofo)
Giuseppe Brescia (Trani, 4 novembre 1945 – Andria, 26 ottobre 2020) è stato un filosofo italiano.

## Biografia
Nato a Trani il 4 novembre 1945, si laurea con lode presso la Facoltà di Lettere e Filosofia dell'Università degli Studi di Perugia nel febbraio del 1968; inizia la sua docenza come professore di Storia dell'Arte nel 1968 presso il Liceo Classico Carlo Troya di Andria. Nel 1971 consegue la cattedra di Latino e Greco presso il Liceo Classico Oriani di Corato. Nel 1973 consegue la cattedra di Lettere e Storia presso l'Istituto Magistrale di Terlizzi. Nel 1975 insegna Italiano e Latino nel Liceo Scientifico Nuzzi di Andria. Dal 1982 ottiene il suo primo incarico da preside a seguito del concorso superato nel 1979. La prima presidenza è dunque a Trani presso il Liceo Scientifico Valdemaro Vecchi, intitolato al Vecchi dietro sua proposta. Nel 1983 presiede il Liceo Scientifico Monticelli di Brindisi. Nel 1984 presiede il Liceo Scientifico Nuzzi di Andria.
Dal 1985 al 2012 presiede il Liceo Classico Carlo Troya di Andria, esteso anche a Liceo Linguistico e Liceo delle Scienze Sociali durante la sua direzione in seguito alla partecipazione alla Commissione Brocca.
Dal 1979 è membro della Società di Storia Patria per la Puglia.
Dopo una lunga e serena vita di studi muore improvvisamente ad Andria il 26 ottobre 2020. Appresa la notizia anche il sindaco di Andria Giovanna Bruno ha espresso il cordoglio personale e della città alla famiglia. 

## Riconoscimenti
- Nel 1982 consegue il Premio della Cultura della Presidenza del Consiglio dei Ministri.
- Nel 1990 viene insignito della Medaglia d'Oro del Ministero della Pubblica Istruzione per i benemeriti della cultura, dell'arte e della ricerca scientifica [2].
- Nel 1996 riceve nuovamente il Premio della Cultura della Presidenza del Consiglio dei Ministri.
- Nel 2011 ottiene l'onorificenza[3] di Cavaliere della Repubblica Italiana.
- Nel 2013 ottiene il Premio Pannunzio per la saggistica conferito dal Centro Pannunzio di Torino.

## Opere Principali
Citando Loris Maria Marchetti su Pannunzio Magazine:
Ispirandosi alla lezione, originalmente aggiornata, di Benedetto Croce e di Karl Popper (ai quali ha dedicato importanti studi), ha elaborato un sistema filosofico in quattro parti (Antropologia, Epistemologia, Cosmologia, Teoria della Tetrade: 1999 – 2002), dove trovano un punto di incontro storicismo, epistemologia ed ermeneutica.
La riflessione di Brescia investe anche il pensiero politico e l’àmbito dell’estetica, donde il suo fittissimo esercizio di saggista di letteratura e arti figurative, interpretate sostanzialmente nel loro risvolto filosofico-cognitivo. Tra le sue innumerevoli opere, da ricordare almeno Il tempo e la libertà (1984), Pascal e l’ermeneutica (1989), Croce e il mondo (2002), L’oro di Croce (2003), Joyce dopo Joyce (2004), Ipotesi su Pico (2011), Massa non massa (2011), Radici di libertà (2011), Il vivente originario (2013), Tempo e idea (2014), I conti con il male (2015), Radici dell’Occidente (2019), Forme della vita e modi della complessità (2020), Volumi su Giorgio Bassani (2010), Italo Calvino (2016), ecc.
Fedele collaboratore delle iniziative del Centro “Pannunzio”, negli Annali comparvero suoi saggi su C. L. Ragghianti e su Cervantes in rapporto all’Ariosto e alla tradizione italiana. Nel pannunziano Magazine pubblicò, tra gli altri, saggi su Torquato Accetto, Max Ascoli, Croce, L. de Bosis, F. De Sanctis, Freud, Aldous Huxley, Jung, Leonardo da Vinci, Vittorio Mathieu, Sergio Moravia, Pasolini, Solgenitsyn, G. B. Vico.